# Martin Poulibé
Martin Poulibé est un acteur, réalisateur, producteur, scénariste et auteur de bande dessinée camerounais né le 22 février 1960 à Garoua. Il est originaire du peuple Moundang.

## Avant le cinéma
Martin Poulibé a une formation d'historien et archéologue de l'université de Yaoundé. Pendant ses études, il participa à quelques fouilles archéologiques. Il a ensuite travaillé pour la Société de Transports Urbains du Cameroun (SOTUC). A sa fermeture, il a été employé par la société sud-coréenne Daewoo Motors. C'est dans cette entreprise qu'il va être repéré pour la première fois dans son travail devant la caméra.

## Carrière

### Débuts et révélation
En mai 2002, Martin est employé chez Daewoo Motors. Il a délivré des autorisations de tournages à des jeunes cinéastes venus tourner dans les locaux de l'entreprise. Alors qu'il conseillait un acteur sur l'interprétation de son personnage, le réalisateur le filma à son insu (il avait refusé de jouer le rôle). Ce dernier le convainc alors de garder le rôle. Ce film remporte trois prix au Cameroun et d'autres récompenses en Europe.
Depuis cet événement, il devient acteur et joue dans de nombreux films tels que Paris à Tous Prix en 2007 et White Material en 2009 aux côtés d'Isabelle Huppert et de Christophe Lambert.

### Confirmation
Pour sa prestation dans la série Cercle Vicieux, il gagne en 2015 un second Canal d'Or. Cette année là, il compte 45 projets à son actif. Ce chiffre inclut tous les types de tournages (publicité, courts et longs métrages, etc.). A Ouagadougou, à la suite du film Le Silences des Dieux, il remporte en 2017 un Sotigui Awards récompensant l'ensemble de sa carrière cinématographique. Il devient ambassadeur de ce prix en Afrique Centrale à partir de 2017.
Cette même année, il incarne François Langmann, un puissant homme d'affaires dans Coup de Foudre à Yaoundé de Mason Ewing (film non sorti). Il eut comme partenaire de jeu des acteurs camerounais de renom tels que Stéphane Tchonang et Blanche Bilongo sous la direction artistique de Jacobin Yaro.

### Autres activités
Poulibé est auteur de trois bandes dessinées.
Afin d'aider de jeune comédiens à se lancer dans le monde du cinéma, il donne bénévolement des cours d'art dramatique.

## Filmographie

### En tant qu'acteur

#### Films

##### Années 2000
- 2004 : L’Honneur des Femmes de Paul Ndo Kobhio
- 2005 : La Déchirure d'Alphonse Beni
- 2006 : L'orphelin de Toussaint Adrien Eyango

- 2007 : Paris à Tous Prix de Joséphine Ndagnou : Mr. Eboue
- 2009 : White Material de Claire Denis
- 2006 : Confidences de Cyrille Masso
- 2006 : Ultime Résolution de Bertrand Nohoutio

##### Années 2010
- 2010 : L'Héritage Perdu de Christian Lara
- 2011 : Kongossa de François L. Woukoache : le père de Christian (55 minutes)
- 2016 : Le Silence des Dieux de Narcisse Mbarga
- 2017 : Ashia de Françoise Ellong (18 minutes)
- 2019 : Coup de Foudre à Yaoundé de Mason Ewing : François Langmann
- Main Basse sur Cingale de Paul Ndo Kobhio

#### Séries
- 2011 : Au Cœur de l'Amour de Chantal Youdom : Frédéric Dibondi
- 2013 : Ex-Silence de Richie En-Dada
- 2014 : Cercle Vicieux d'Ebenezer Képombia
- 2018 : Habiba d'Ebenezer Képombia et Allias Mitoumba

### Bandes dessinées
- On l'appelle Doc
- Un regard diabolique
- Tchad, les dessous de la crise

## Distinctions
- 2011 : Camwood veteran actor
- 2007 : Canal d'Or
- 2015 : Canal d'Or, meilleur acteur pour la série Cercle Vicieux[14]
- 2017 : Sotigui Awards d'honneur, pour l'ensemble de sa carrière